# Лідія (Луїзіана)
Лідія (англ. Lydia) — переписна місцевість (CDP) в США, в окрузі Іберія штату Луїзіана. Населення — 892 особи (2020).

## Географія
Лідія розташована за координатами 29°55′35″ пн. ш. 91°46′53″ зх. д. / 29.92639° пн. ш. 91.78139° зх. д. (29.926286, -91.781258).  За даними Бюро перепису населення США в 2010 році переписна місцевість мала площу 4,41 км², уся площа — суходіл.

## Демографія
Згідно з переписом 2010 року, у переписній місцевості мешкали 952 особи в 373 домогосподарствах у складі 265 родин. Густота населення становила 216 осіб/км².  Було 407 помешкань (92/км²).
Расовий склад населення:
| - 85,2 % — білих - 10,7 % — чорних або афроамериканців - 2,4 % — азіатів - 0,6 % — корінних американців - 0,2 % — вихідців з тихоокеанських островів |

До двох чи більше рас належало 0,8 %. Частка іспаномовних становила 0,7 % від усіх жителів.
За віковим діапазоном населення розподілялося таким чином: 22,4 % — особи молодші 18 років, 63,7 % — особи у віці 18—64 років, 13,9 % — особи у віці 65 років та старші. Медіана віку мешканця становила 41,3 року. На 100 осіб жіночої статі у переписній місцевості припадало 95,1 чоловіків;  на 100 жінок у віці від 18 років та старших — 94,0 чоловіків також старших 18 років.
Середній дохід на одне домашнє господарство  становив 42 470 доларів США (медіана — 41 222), а середній дохід на одну сім'ю — 48 860 доларів (медіана — 47 596). Медіана доходів становила 37 128 доларів для чоловіків та 20 125 доларів для жінок. За межею бідності перебувало 9,4 % осіб, у тому числі 0,0 % дітей у віці до 18 років та 0,0 % осіб у віці 65 років та старших.
Цивільне працевлаштоване населення становило 199 осіб. Основні галузі зайнятості: сільське господарство, лісництво, риболовля — 28,6 %, інформація — 19,1 %, виробництво — 17,6 %.